# NGC 4748
NGC 4748 (również PGC 43643) – galaktyka spiralna (Sa), znajdująca się w gwiazdozbiorze Kruka. Odkrył ją William Herschel 27 marca 1786 roku. Należy do galaktyk Seyferta typu 1. Tuż obok niej widoczna jest galaktyka 2MASX J12521292-1324388, a niewielka różnica przesunięć ku czerwieni tych galaktyk może świadczyć o tym, że znajdują się one blisko siebie i są ze sobą fizycznie związane.